# ユーロビジョン・ソング・コンテスト2014
ユーロビジョン・ソング・コンテスト2014こと第59回ユーロビジョン・ソング・コンテスト（英語:Eurovision Song Contest 2014、フランス語:Concours Eurovision de la chanson 2014）は、2014年5月にデンマーク・コペンハーゲンにて開催された。前年の2013年大会にてデンマーク代表のエメリー・デ・フォーレストが優勝したため今大会はデンマークの主催となった。ユーロビジョン・ソング・コンテストがデンマークで開催されるのは、2001年大会以来、史上3度目のことである。
今大会は37か国が参加することとなった。2013年5月10日、スウェーデン・マルメで行われた主催者の記者会見にて、総監督のヨン・オラ・サンドは、2013年大会で参加を見送った国々の復帰への期待を表明し、欧州放送連合（EBU）はこれらの国々の放送局と復帰に向けた議論を進めていることを明かした。
準決勝の日程は2014年5月6日および8日、決勝は2014年5月10日とすることが決まった。当初はこれよりも1週間後の予定であったが、開催候補地の行事予定等に合わせて1週間前倒しとなった。
当初、コペンハーゲン、ヘアニング、ホーセンス、フレゼリシア、オールボーの5都市が開催候補地として名乗りを上げた。大会の主催者はデンマークの公共放送であるデンマーク放送協会（DR）であり、同協会はPernille Gaardboを今大会の監督に指名した。
今大会はサンマリノ代表としてヴァレンティーナ・モネッタが3年連続で出場する。また、財政上の理由で2013年大会を欠場したポルトガルが大会に復帰する。更に、2011年大会以降参加を見送っていたポーランドが3年ぶりに復帰を果たす。

## 開催地

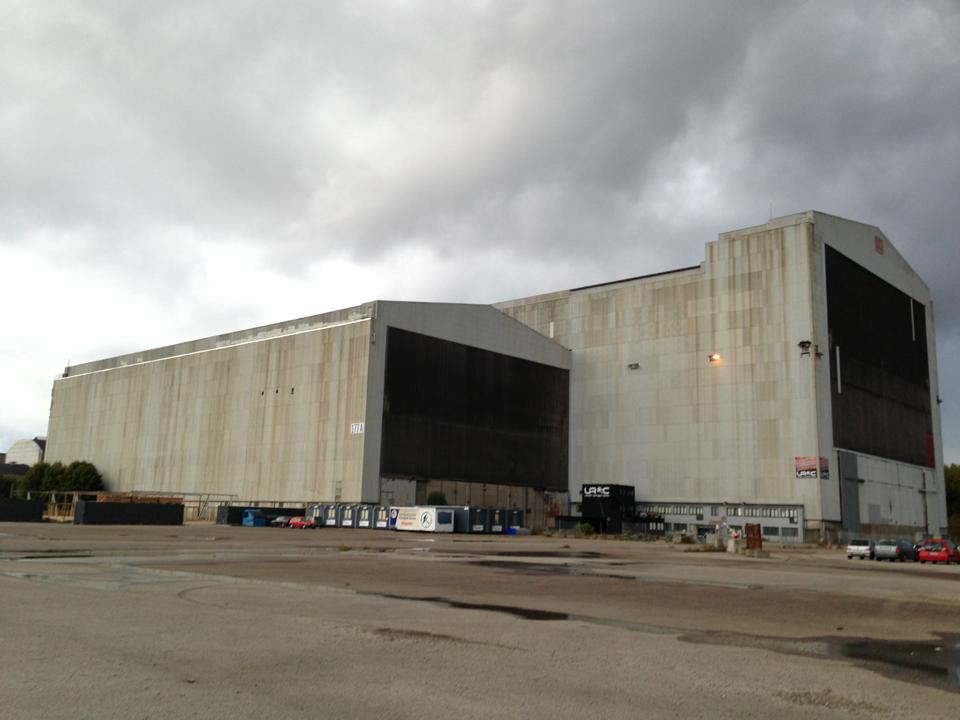
今大会の会場、コペンハーゲン・アマー島のRefshaleøenにあるB&W Hallerne

2013年9月2日、デンマーク放送協会（DR）はコペンハーゲンを2014年大会の開催地とすることを発表した。会場はかつて埠頭であったRefshaleøen地区のB&W Hallerneであり、ソーシャル・ネットワーキング・サービス様のハッシュタグを用いた「#JoinUs」が公式テーマとされた。会場施設は大会にむけて改装され、周辺一帯を「ユーロビジョン島」として整備し記者会見場やその他の施設が置かれる。
コペンハーゲン市長のフランク・イェンセンは2013年8月下旬に、市は大会に向けて4千万デンマーク・クローネの予算を拠出すると表明し、またコペンハーゲンが2014年の欧州環境首都に選出されたことを挙げて、今大会を最も環境保全的なものにすることを目指すとした。

### 開催地の選定
ヘアニング、コペンハーゲンを含む5つの都市が開催地の候補として名乗りを挙げた。2001年大会の会場となったコペンハーゲンのパルケン・スタディオンと、2013年大会のデンマーク代表選考であるダンスク・メロディー・グランプリの会場となったヘアニングのJyske Bank Boxenが当初の会場候補となった。後にフレゼリシアのMesse C、オールボーのGigantiumが会場候補地として加わった。5つめの会場候補地となったのはホーセンスであり、かつてのホーセンス刑務所跡地を会場候補とする案であった。そして、ホーセンスが開催地となった際は刑務所跡地をガラスの屋根で覆って会場とするとした。
2013年6月17日、オールボー市は大会のための宿泊施設が十分であないとして候補を降りると決定した。デンマーク放送協会は3000室以上の宿泊施設確保を条件としたが、オールボーには1600室しかなく、うち半数以上が同時期に開催される別の行事のために既に予約されている状況であった。
2013年6月18日、デンマーク放送協会は、コペンハーゲン、ヘアニング、ホーセンスの各自治体より正式に立候補を受け付けたことを表明し、またフレゼリシア市も正式立候補への意欲を表明した。
2013年6月19日、開催地立候補の受付が締め切られた。コペンハーゲン大都市圏の文化行事・観光に関する公的機関であるワンダフル・コペンハーゲンは、パルケン・スタディオン、DR Byen、B&W Hallerneの3施設を会場候補とした。2013年6月25日、フレゼリシア市は三角地帯は大会の会場として十分な施設がないとして立候補を取り下げることを表明した。デンマーク放送協会では、会場は観客席からの視界を遮る柱のないものと定めたが、フレゼリシア周辺地域にはこの条件を満たす施設がないため、候補から外れることとなった。2013年6月28日、Parken Sport & Entertainmentの最高経営責任者（CEO）であるAnders Hørsholtは、パルケン・スタディオンでは既にユーロビジョン大会直後よりサッカーの試合が予定されており、ユーロビジョンの会場とすることができないとして会場候補ではなくなったと話した。
| 都市           | 施設                   | 収容能力          | 備考                                                                                        |
| -------------- | ---------------------- | ----------------- | ------------------------------------------------------------------------------------------- |
| オールボー     | Gigantium              | 8,500人           | 2006年、2010年、2012年のダンスク・メロディー・グランプリ会場。2013年6月17日に立候補取り下げ |
| コペンハーゲン | DR Byen                | 10,000人-15,000人 | —                                                                                           |
| コペンハーゲン | B&W Hallerne           | 10,000人          | —                                                                                           |
| コペンハーゲン | パルケン・スタディオン | 50,000人          | ユーロビジョン・ソング・コンテスト2001会場。2013年6月28日に立候補取り下げ                   |
| フレゼリシア   | Messe C                | 8,000人           | 2013年6月26日に立候補取り下げ                                                               |
| ヘアニング     | Jyske Bank Boxen       | 15,000人          | ダンスク・メロディー・グランプリ2013会場。                                                  |
| ホーセンス     | ホーセンス刑務所       | 13,000人          | —                                                                                           |

## 形式
2013年9月20日、欧州放送連合は2014年大会のルールを発表し、審査員票の扱いについて前年から変更が加えられたことが明らかになった。このルールでは、各国5人の審査員団の名前を、大会開催前の2014年5月1日に公表し、また大会修了後に各審査員による投票結果をすべて公表することとされた。加えて、過去2年以内のユーロビジョン・ソング・コンテストで各国の審査員を務めた者は審査員にはなれないことが定められた。今大会では前年大会に引き続き、準決勝および決勝での出場順序を抽選ではなく主催者が指定することも定められた。

### 準決勝の組分け
各国参加者が準決勝1および準決勝2のいずれに参加するかを決める抽選が2014年1月20日にコペンハーゲン市役所にて行われた。この抽選に先立つ2013年11月24日、近隣国の観客同士により準決勝の入場券の競合が発生するのを避けるため、スウェーデンとノルウェーはそれぞれ別の準決勝に参加することが発表された。欧州放送連合は、抽選によりスウェーデンは準決勝1、ノルウェーは準決勝2に参加することを決めた。欧州放送連合はまた、イスラエルの国民の祝日との日程重複を避けるため、イスラエルは準決勝2に参加することを認めた。
その他の参加国のうち、自動的に決勝進出となる6か国（『Big5』のフランス、ドイツ、イタリア、スペイン、イギリス、および今大会主催国のデンマーク）を除いた国々は、まず過去10年の投票傾向にもとづいて6組に分けられる。
組分けはDigame社によって算出され、以下の通りとなった:
| 1組                                                              | 2組                                                                | 3組                                                                |
| ---------------------------------------------------------------- | ------------------------------------------------------------------ | ------------------------------------------------------------------ |
| - アルバニア - 北マケドニア - モンテネグロ - スロベニア - スイス | - エストニア - フィンランド - アイスランド - ラトビア - リトアニア | - アゼルバイジャン - ベラルーシ - ジョージア - ロシア - ウクライナ |
| 4組                                                              | 5組                                                                | 6組                                                                |
| - アルメニア - ベルギー - ギリシャ - アイルランド - オランダ     | - オーストリア - ハンガリー - ポーランド - サンマリノ              | - マルタ - モルドバ - ポルトガル - ルーマニア                      |

## 参加国

準決勝1に参加
準決勝1で投票
準決勝2に参加
準決勝2で投票

37か国が2014年大会への参加を表明した。また、アンドラ、ボスニア・ヘルツェゴヴィナ、チェコ共和国、ルクセンブルク、モナコ、モロッコ、スロヴァキア、トルコの8か国は今大会へは復帰しないことを表明した。ブルガリアのブルガリア国営放送、クロアチアのクロアチア国営放送、キプロスのキプロス放送協会、セルビアのセルビア国営放送は、2014年大会への参加を見送ることを表明した。一方、前年大会への参加を見送ったポルトガル、2011年大会を最後に参加を中止していたポーランドが大会に復帰した。

### 再出場のアーティスト
サンマリノ代表のヴァレンティーナ・モネッタは2012年大会から3年連続の参加である。ユーロビジョン・ソング・コンテストに3回連続で出場したのは、1956年大会、1957年大会、1958年大会に出場したリス・アシアおよびコリー・ブロッケン、1964年大会、1965年大会、1966年大会に出場したウド・ユルゲンス以来で、ヴァレンティーナ・モネッタで4人目である。
マケドニア共和国は、ティヤナ・ダプチェヴィッチのバックコーラスとして2008年大会のマケドニア共和国代表・タマラ・トデフスカが参加する。

## 結果

### 準決勝1
準決勝1の参加国のほか、自動的に決勝進出が決まっている6国のうちスペイン、フランス、デンマークの3か国が準決勝1を自国向けに生中継し、投票に加わる。
| 登場順 | 国               | アーティスト                                                  | 曲名                 | 言語           | 順位 | 得点 |
| ------ | ---------------- | ------------------------------------------------------------- | -------------------- | -------------- | ---- | ---- |
| 01     | アルメニア       | アラムMP3 Aram MP3                                            | Not Alone            | 英語           | 4    | 121  |
| 02     | ラトビア         | Aarzemnieki                                                   | Cake to Bake         | 英語           | 13   | 33   |
| 03     | エストニア       | ターニャ・ミハーイロヴァ Tanja Mihhailova                     | Amazing              | 英語           | 12   | 36   |
| 04     | スウェーデン     | サンナ・ニールセン Sanna Nielsen                              | Undo                 | 英語           | 2    | 131  |
| 05     | アイスランド     | Pollapönk                                                     | No Prejudice         | 英語           | 8    | 61   |
| 06     | アルバニア       | ヘルシアナ・マトムヤ Herciana Matmuja                         | One Night's Anger    | 英語           | 15   | 22   |
| 07     | ロシア           | トルマチョワ姉妹 The Tolmachevy Sisters                       | Shine                | 英語           | 6    | 63   |
| 08     | アゼルバイジャン | ディララ・カズモヴァ Dilarə Kazımova                          | Start a Fire         | 英語           | 9    | 57   |
| 09     | ウクライナ       | マリーヤ・ヤレムチューク Mariya Yaremchuk                     | Tick-Tock            | 英語           | 5    | 118  |
| 10     | ベルギー         | アクセル・イルスー Axel Hirsoux                               | Mother               | 英語           | 14   | 28   |
| 11     | モルドバ         | クリスティナ・スカルラト Cristina Scarlat                     | Wild Soul            | 英語           | 16   | 13   |
| 12     | サンマリノ       | ヴァレンティーナ・モネッタ Valentina Monetta                  | Maybe                | 英語           | 10   | 40   |
| 13     | ポルトガル       | スージー Suzy                                                 | Quero ser tua        | ポルトガル語   | 11   | 39   |
| 14     | オランダ         | ザ・コモン・リンエッツ The Common Linnets                     | Calm After The Storm | 英語           | 1    | 150  |
| 15     | モンテネグロ     | セルゲイ・チェトコヴィッチ Sergej Ćetković                    | Moj svijet           | モンテネグロ語 | 7    | 63   |
| 16     | ハンガリー       | カーッライ＝ソンデルス・アンドラーシュ Kállay-Saunders András | Running              | 英語           | 3    | 127  |

### 準決勝2
準決勝2の参加国のほか、自動的に決勝進出が決まっている6国のうちドイツ、イタリア、イギリス3か国が準決勝2を自国向けに生中継し、投票に加わる
| 登場順 | 国           | アーティスト                                                                          | 曲名                   | 言語               | 順位 | 得点 |
| ------ | ------------ | ------------------------------------------------------------------------------------- | ---------------------- | ------------------ | ---- | ---- |
| 01     | マルタ       | ファイアライト Firelight                                                              | Coming Home            | 英語               | 9    | 63   |
| 02     | イスラエル   | Mei Finegold                                                                          | Same Heart             | 英語、ヘブライ語   | 14   | 19   |
| 03     | ノルウェー   | カール・エスペン Carl Espen                                                           | Silent Storm           | 英語               | 6    | 77   |
| 04     | ジョージア   | ザ・シン & マリコ・エブラリゼ The Shin & Mariko Ebralidze                             | Three Minutes to Earth | 英語               | 15   | 15   |
| 05     | ポーランド   | ドナタン & クレオ Donatan & Cleo                                                      | My Słowianie           | ポーランド語       | 8    | 70   |
| 06     | オーストリア | コンチータ・ヴルスト Conchita Wurst                                                   | Rise Like a Phoenix    | 英語               | 1    | 169  |
| 07     | リトアニア   | ヴィリヤ・マタチューナイテ Vilija Matačiūnaitė                                        | Attention              | 英語               | 11   | 36   |
| 08     | フィンランド | ソフトエンジン Softengine                                                             | Something Better       | 英語               | 3    | 97   |
| 09     | アイルランド | カン＝リン & ケイシー・スミス Can-Linn & Kasey Smith                                  | Heartbeat              | 英語               | 12   | 35   |
| 10     | ベラルーシ   | テオ Teo                                                                              | Cheesecake             | 英語               | 5    | 87   |
| 11     | 北マケドニア | ティヤナ・ダプチェヴィッチ Tijana Dapčević                                            | To the Sky             | 英語               | 13   | 33   |
| 12     | スイス       | セバルテル Sebalter                                                                   | Hunter of Stars        | 英語               | 4    | 92   |
| 13     | ギリシャ     | フリーキー・フォーチュン & リスキーキッド Freaky Fortune feat. RiskyKidd              | Rise Up                | 英語               | 7    | 74   |
| 14     | スロベニア   | ティンカラ・コヴァチュ Tinkara Kovač                                                  | Round and Round        | 英語、スロベニア語 | 10   | 52   |
| 15     | ルーマニア   | パウラ・セリング & オヴィディウ・チェルナウツェアヌ Paula Seling & Ovidiu Cernăuțeanu | Miracle                | 英語               | 2    | 125  |

### 決勝
| 登場順 | 国               | アーティスト                                                                          | 曲名                     | 言語               | 順位 | 得点 |
| ------ | ---------------- | ------------------------------------------------------------------------------------- | ------------------------ | ------------------ | ---- | ---- |
| 01     | ウクライナ       | マリーヤ・ヤレムチューク Mariya Yaremchuk                                             | Tick-Tock                | 英語               | 6    | 113  |
| 02     | ベラルーシ       | テオ Teo                                                                              | Cheesecake               | 英語               | 16   | 43   |
| 03     | アゼルバイジャン | ディララ・カズモヴァ Dilarə Kazımova                                                  | Start a Fire             | 英語               | 22   | 33   |
| 04     | アイスランド     | Pollapönk                                                                             | No Prejudice             | 英語               | 15   | 58   |
| 05     | ノルウェー       | カール・エスペン Carl Espen                                                           | Silent Storm             | 英語               | 8    | 88   |
| 06     | ルーマニア       | パウラ・セリング & オヴィディウ・チェルナウツェアヌ Paula Seling & Ovidiu Cernăuțeanu | Miracle                  | 英語               | 12   | 72   |
| 07     | アルメニア       | アラムMP3 Aram MP3                                                                    | Not Alone                | 英語               | 4    | 174  |
| 08     | モンテネグロ     | セルゲイ・チェトコヴィッチ Sergej Ćetković                                            | Moj svijet               | モンテネグロ語     | 19   | 37   |
| 09     | ポーランド       | ドナタン & クレオ Donatan & Cleo                                                      | My Słowianie             | ポーランド語       | 14   | 62   |
| 10     | ギリシャ         | フリーキー・フォーチュン & リスキーキッド Freaky Fortune feat. RiskyKidd              | Rise Up                  | 英語               | 20   | 35   |
| 11     | オーストリア     | コンチータ・ヴルスト Conchita Wurst                                                   | Rise Like a Phoenix      | 英語               | 1    | 290  |
| 12     | ドイツ           | エライザ Elaiza                                                                       | Is It Right              | 英語               | 18   | 39   |
| 13     | スウェーデン     | サンナ・ニールセン Sanna Nielsen                                                      | Undo                     | 英語               | 3    | 218  |
| 14     | フランス         | トゥウィン・トゥウィン Twin Twin                                                      | Moustache                | フランス語         | 26   | 2    |
| 15     | ロシア           | トルマチョワ姉妹 The Tolmachevy Sisters                                               | Shine                    | 英語               | 7    | 89   |
| 16     | イタリア         | エンマ・マッローネ Emma Marrone                                                       | La mia città             | イタリア語         | 21   | 33   |
| 17     | スロベニア       | ティンカラ・コヴァチュ Tinkara Kovač                                                  | Round and Round          | 英語、スロベニア語 | 25   | 9    |
| 18     | フィンランド     | ソフトエンジン Softengine                                                             | Something Better         | 英語               | 11   | 72   |
| 19     | スペイン         | ルート・ロレンソ Ruth Lorenzo                                                         | Dancing in the Rain      | スペイン語、英語   | 10   | 74   |
| 20     | スイス           | セバルテル Sebalter                                                                   | Hunter of Stars          | 英語               | 13   | 64   |
| 21     | ハンガリー       | カーッライ＝ソンデルス・アンドラーシュ Kállay-Saunders András                         | Running                  | 英語               | 5    | 143  |
| 22     | マルタ           | ファイアライト Firelight                                                              | Coming Home              | 英語               | 23   | 32   |
| 23     | デンマーク       | バシム Basim                                                                          | Cliché Love Song         | 英語               | 9    | 74   |
| 24     | オランダ         | ザ・コモン・リンエッツ The Common Linnets                                             | Calm After The Storm     | 英語               | 2    | 238  |
| 25     | サンマリノ       | ヴァレンティーナ・モネッタ Valentina Monetta                                          | Maybe                    | 英語               | 24   | 14   |
| 26     | イギリス         | モリー・スミッテン＝ダウンズ Molly Smitten-Downes                                     | Children of the Universe | 英語               | 17   | 40   |

## その他の国
- アンドラ - アンドラの放送局・ラジオ・テレビジョン・アンドラ（英語版）は、資金難を理由として2014年大会には復帰しないことを表明した[39]。
- ボスニア・ヘルツェゴビナ - ボスニア・ヘルツェゴビナの放送局・ラジオ・テレビジョン・ボスニア・ヘルツェゴビナ（英語版）は、当初は今大会への復帰を表明していたが、2013年12月18日にスポンサーが確保できないとして参加を撤回した[70][40]
- ブルガリア - ブルガリアの放送局・ブルガリア国営放送（英語版）は当初、今大会への出場を予定していたが、2013年11月22日、参加費用が高額であること、予算縮減に伴う資金難を理由として不参加を表明した[47][71][72]
- クロアチア - クロアチアの放送局・クロアチア国営放送は2013年9月19日、経済危機や2010年大会以降の自国の順位低迷などを理由として今大会への参加を見送ると発表した。クロアチアが決勝に進出できたのは2009年大会が最後であった[48]
- キプロス - 2013年10月3日、キプロスの放送局・キプロス放送協会はキプロス・ショックに関する世論や予算縮減を理由として今大会への不参加を表明した[50]。
- チェコ - チェコ共和国の放送局・チェコ・テレビは2013年9月30日、過去の視聴率や順位低迷を理由として2014年大会への不参加を表明した[41]。
- コソボ - コソボの放送局・ラジオ・テレビジョン・コソボ（英語版）は今大会に関して何ら声明を発表していない。しかし、コソボの外務副大臣ペトリト・セリミ（英語版）はスウェーデンのテレビ番組Korrespondenternaにて、コソボの放送局が欧州放送連合への加盟を認められ、ユーロビジョンへの参加が可能になるならば、2014年のユーロビジョン・ソング・コンテストに参加したいと話した[73][74]。しかし、コソボは国際電気通信連合において独立国として認められておらず、このため欧州放送連合の正会員資格を満たすことができない[75]。
- リヒテンシュタイン - リヒテンシュタインの放送局・1FLTV（英語版）は当初2013年大会への参加を目指し、欧州放送連合加盟に必要な費用の予算措置をリヒテンシュタイン政府に求めたが[76]、実現しなかった。同放送局は2014年大会への参加を目指すとしたものの[77]、2013年9月10日、政府からの資金拠出がない限り、ユーロビジョン・ソング・コンテストへの参加はできないと表明した[78]。
- ルクセンブルク - ルクセンブルクの放送局・ラジオ・テレビジョン・ルクセンブルク（英語版）の最高経営責任者、Alain Berwickは、視聴者の関心が低いこと、および仮に大会主催国となった場合の予算確保ができないことを理由としてユーロビジョン・ソング・コンテストへの参加をしないことを表明した[79]。同放送局は2013年7月24日にも、2014年大会への参加意志がないことを表明した[42]。
- モナコ - モナコの放送局・テレ・モンテ・カルロ（英語版）は、2014年大会への復帰はしないことを表明した[43]。
- モロッコ - モロッコの放送局・モロッコ放送協会（英語版）は、近い将来の大会復帰は否定しないものの、今大会への復帰予定はないことを表明した[44]。
- セルビア - セルビアの放送局・セルビア国営放送は、資金難およびスポンサーが確保できないことを理由として2014年大会への不参加を表明した[80]。
- スロバキア - スロバキアの放送局・ラジオ・テレビジョン・スロバキア（英語版）は、公式ツイッターアカウントを通じて2013年9月1日、2014年大会への不参加を表明した[81]。今大会への不参加は9月9日にも再確認された[45]。
- トルコ - 2013年9月14日、トルコ国営放送の会長イブラヒム・シャヒン（İbrahim Şahin）は、現行ルールの元ではユーロビジョン・ソング・コンテストへの復帰はできない旨表明し、審査員票と『Big 5』制度への不満を改めて示した[82]。大会への不参加は2013年11月7日にも再表明された[46]。